# Illia Nyjnyk
Illia Ihorevytch Nyjnyk (en ukrainien : Ілля Ігоревич Нижник) est un joueur d'échecs ukrainien né le 27 septembre 1996 à Vinnytsia, qui a obtenu la dernière norme de grand maître international à quatorze ans et trois mois en décembre 2010, le titre étant décerné officiellement par la Fédération internationale des échecs au début 2011.
Au 1er juin 2021, il est le 58e meilleur joueur mondial et le 4e joueur ukrainien avec un classement Elo de 2 679 points.

## Biographie et carrière

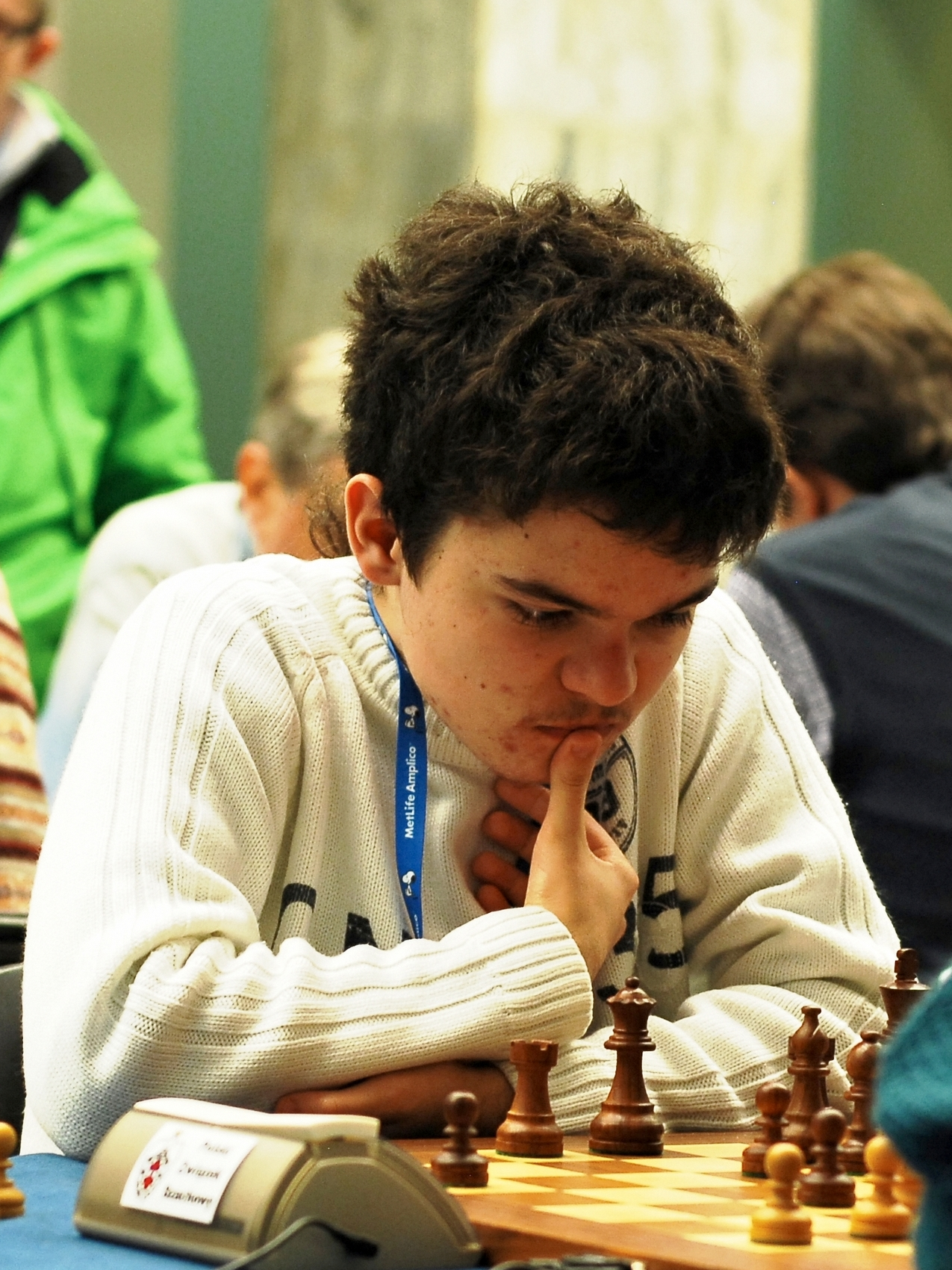
Nijnik en 2012

Illia Nyjnyk naît le 27 septembre 1996 à Vinnytsia en Ukraine. Il se distingue au niveau international dès 2007, en remportant le groupe B de l'open de Moscou, à l'âge de dix ans. Il réalise un score presque parfait de 8,5 points sur 9, soit une performance Elo à 2 633, du niveau d'un fort grand maître.
En 2007, Nyjnyk remporte les championnats d'Europe d'échecs de la jeunesse chez les moins de 12 ans. Au Championnat du monde d'échecs de la jeunesse moins de 12 ans, il termine premier exæquo et finalement deuxième après départage.
En avril 2008, Illia Nijnik remporte le mémorial Nabokov à Kiev, avec 8,5 points sur 11, et réalise sa première performance de niveau grand maître. En septembre, il remporte à l'âge de 12 ans, le Championnat d'Europe d'échecs de la jeunesse dans la catégorie des moins de 16 ans.
En décembre, il se classe douzième des Championnats d'Ukraine avec une performance à 2 594, tout proche du seuil des 2 600 d'une nouvelle performance de grand maître.
En janvier 2009, son Elo est à 2 504, le score le plus élevé dans la catégorie des moins de 12 ans. En décembre 2009, il remporte le tournoi Schaakfestival Groningen aux Pays-Bas avec une performance à 2 741, soit sa deuxième performance au-delà des 2 600 Elo.
En décembre 2010, il est premier exæquo au tournoi Schaakfestival Groningen (le grand maître Dejan Bojkov l'emporte après départage via le système Buchholz), et réalise sa troisième performance de grand maître, faisant de lui à 14 ans et 3 mois, le plus jeune grand maître du monde.
En janvier 2011, Nyjnyk prend part au tournoi de Wijk aan Zee dans le groupe C, dont il termine deuxième avec 8,5 points sur 13, derrière Daniele Vocaturo. En mars 2011, au tournoi open de Reykjavik, il termine premier à égalité avec cinq autres joueurs (Ivan Sokolov, Vladimir Baklan, Kamil Miton, Jon Ludvig Hammer et Youriï Kouzoubov), et finalement sixième après départage.